# Shek O

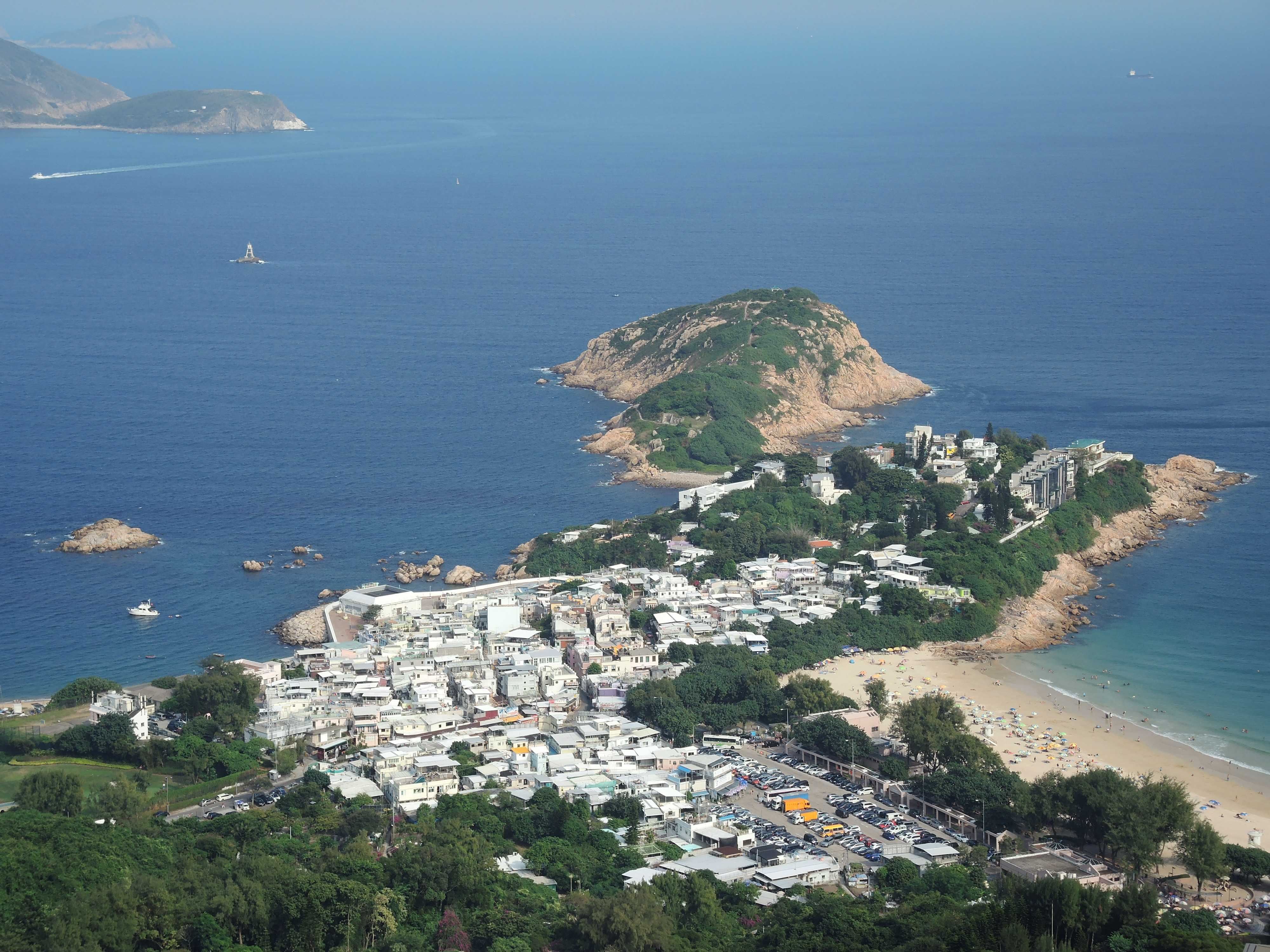
Shek O vom Dragon’s Back aus gesehen (2014)

Shek O (chinesisch 石澳 / 石澳, Pinyin Shí'ào, Jyutping Sek6 Ou3) ist ein Dorf in Hongkong, im Südosten von Hong Kong Island gelegen. Es gehört administrativ zum Southern District.

## Geografie
Der Name Shek O bedeutet wörtlich etwa felsige Bucht. Die gesamte Gegend befindet sich auf einer Halbinsel im Südosten von Hong Kong Island. Shek O selbst befindet sich wiederum auf einer Landzunge, der die Insel Tai Tau Chau vorgelagert ist. Südlich von Shek O befindet sich Cape D’Aguilar. 1979 wurde der Shek O Country Park gegründet.

## Geschichte
Shek O wurde etwa 1840 als Fischerdorf gegründet und hatte um diese Zeit ca. 200 Einwohner. Diese waren größtenteils Fischer, besonders Hummerfang war verbreitet.
Der Tempel zu Ehren von Tun Hau in Shek O stammt aus dem Jahr 1891 und ist als Kulturdenkmal der Kategorie Grade 3 geschützt.

## Freizeit

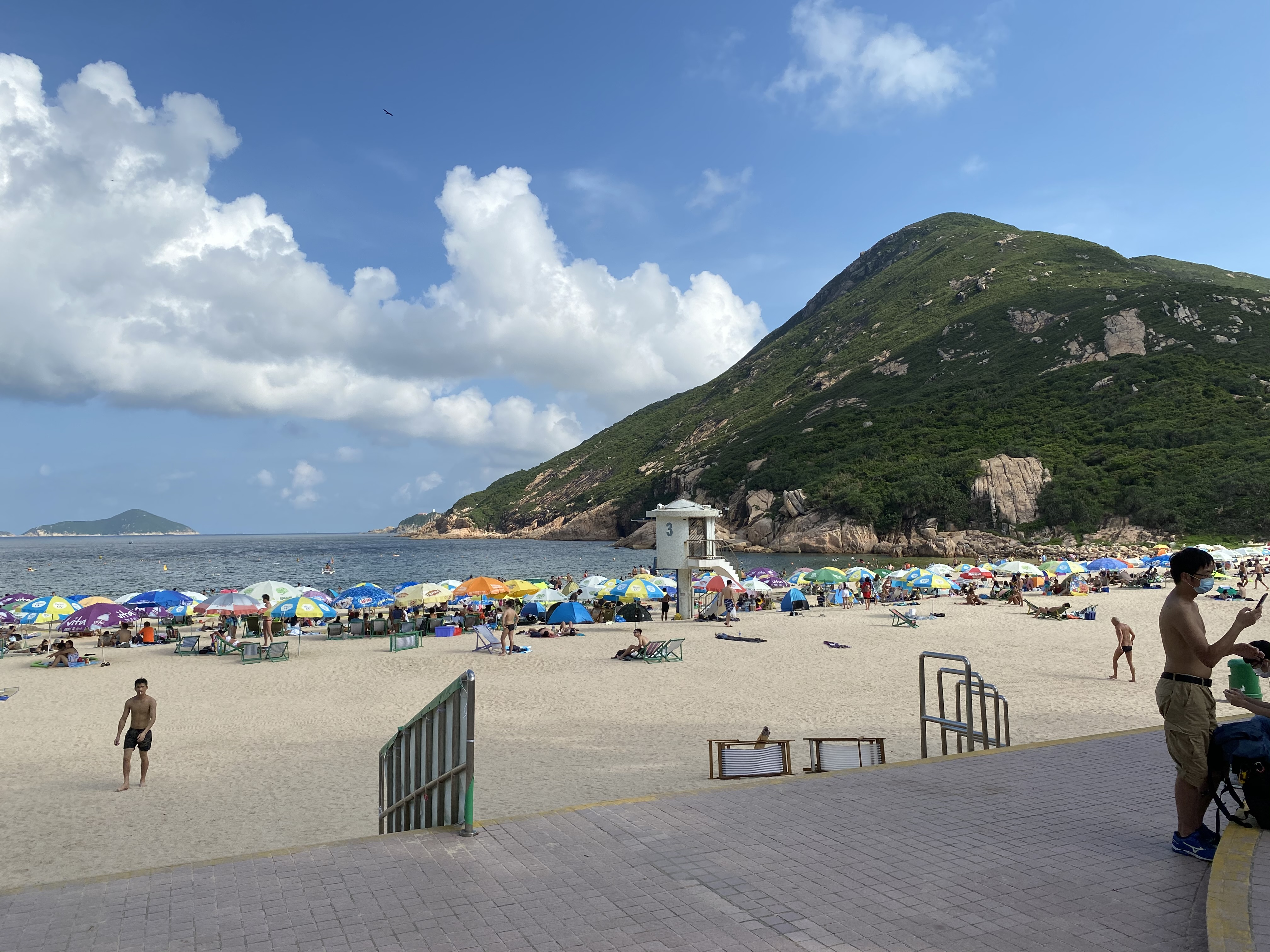
Strand von Shek O

Shek O hat einen bewachten Strand, der auch aufgrund der Abgelegenheit des Dorfes beliebt ist. Der Strand verfügt über grundlegende Infrastruktur wie Toiletten, Kioske und Verleih von Sonnenschirmen etc. Die Wasserqualität gilt als gut. Eine weitere beliebte Freizeitbeschäftigung in Shek O ist Paragliding.

## Verkehr

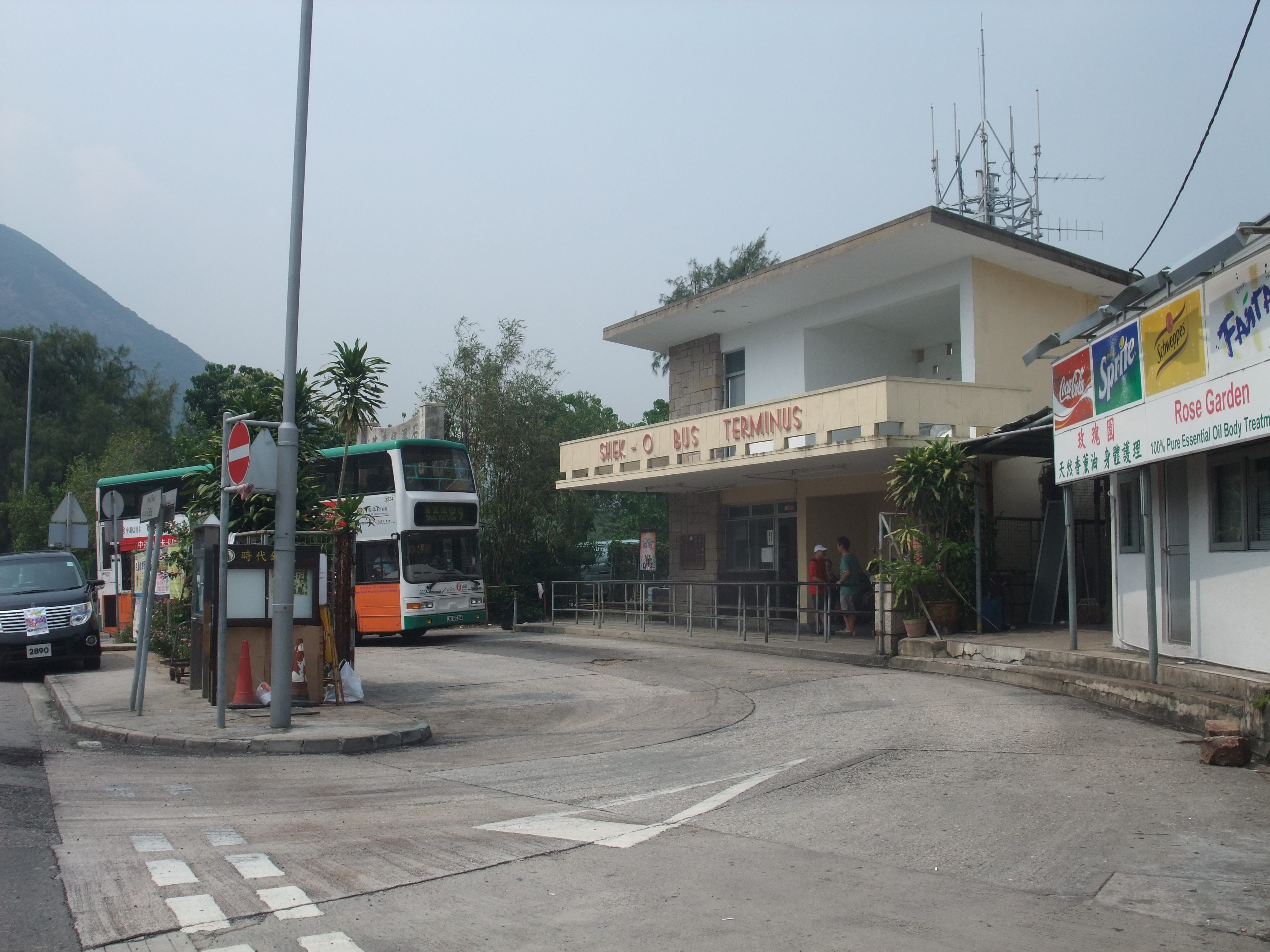
Zentrale Bushaltestelle von Shek O

Über die Shek O Road ist der Ort an Stanley bzw. Chai Wan angeschlossen. Im öffentlichen Nahverkehr wird Shek O von der Buslinie 9 (Citybus) und roten Minibussen bedient, die jeweils einen Anschluss an die Island Line der MTR (Bahnhof Shau Kei Wan).
Das modernistische Gebäude der Bushaltestelle (Shek O Bus Terminus) stammt aus dem Jahr 1955. und vom Architektenbüro Hsin Yieh Architects entworfen. Es ist als Kulturdenkmal geschützt und wurde 2022 umfassend restauriert.
Die erste Busverbindung mach Shek O wurde allerdings schon in den 1920ern eingeführt, als die Hong Kong and Shanghai Hotels Busverkehr zwischen dem Hong Kong Hotel und Big Wave Bay und Shek O einrichteten.